# Partit Socialista Laborista d’Amèrica
El Partit Socialista Laborista d'Amèrica (SLP) és un partit socialista dels Estats Units, creat el 1876. Defensa el «sindicalisme socialista industrial» i creu en la transformació de la societat per part de l'acció política i sindical combinada de la classe obrera organitzada. Es reclama continuador de les idees de Daniel De Leon.

## Història i característiques
Va ser fundat el 1876 com a Workingmen's Party of the United States (WPUS), constituint el segon partit socialista més antic del món. El 1877 va canviar el seu nom per l'actual. El 1881 el sector anarquista va deixar el partit.
El 1892 el SLP va participar per primera vegada a les eleccions a la presidència, i va obtenir 21.163 vots. Durant el primer període, la majoria dels seus membres eren treballadors d'origen europeu. El 1890 es va incorporar a la direcció del SLP, Daniel De Leon i el partit va desenvolupar una forma de marxisme coneguda com a deleonisme que encara avui professa el partit. Els opositors de De Leon van abandonar el SLP el 1901 i juntament amb el Partit Socialdemòcrata van fundar el Partit Socialista d'Amèrica.
Tradicionalment crític tant amb l'evolució de la Unió Soviètica com amb el reformisme socialista, el SLP s'ha aïllat de la resta de l'esquerra nord-americana. El 1944, el seu candidat a la presidència va obtenir 45.226 vots, però va caure al començament de la guerra freda. Dirigit per Eric Hass va aconseguir recuperar-se fins a arribar a 47.522 vots a les eleccions presidencials de 1952. L'última vegada que es va presentar a les eleccions presidencials va ser el 1976, obtenint 9.566 vots.